# استیونز اس‌یو-۱
استیونز اس‌یو-۱ (به انگلیسی: Stevens SU-1) یک بادپر ساختِ مؤسسه فناوری استیونز در کشور ایالات متحده آمریکا است. این بادپر برای نخستین بار در ۱۹۳۳ میلادی مورد استفاده قرار گرفت.